# Pierre Bernard-Reymond
Pour les articles homonymes, voir Bernard et Reymond.
Pierre Bernard-Reymond, né le 16 janvier 1944 à Gap (Hautes-Alpes), est un homme politique français.

## Biographie

### Jeunesse et études
Pierre Bernard-Reymond fait ses études supérieures à l'université de Grenoble, où il obtient une licence d'économie et une licence de sociologie. Il est ensuite admis à l'Institut d'études politiques de Grenoble, où il obtient un master en science politique. Il commence sa carrière comme attaché au cabinet de Joseph Fontanet, ministre du Travail.

### Années 1970
En mars 1971, lors des élections municipales de Gap, il obtient son premier mandat électoral en étant élu sur la liste menée par le divers droite Bernard Givaudan qui bat celle du maire sortant, le radical Émile Didier. Il devient premier adjoint au maire, qu'il restera pendant 18 ans.
Le 5 décembre 1971, il est élu député de la première circonscription des Hautes-Alpes lors d'une élection partielle à la suite de la démission, après son élection au Sénat, du député radical Émile Didier. Il s'inscrit au groupe parlementaire Progrès et démocratie moderne (PDM).
En mars 1972, il entre au conseil politique du Centre démocratie et progrès. Il en devient membre du comité directeur en novembre 1975, puis porte-parole du parti à partir d'octobre 1976. Il gardera ces fonctions jusqu'en mai 1976, date à laquelle est créé le Centre des démocrates sociaux (CDS) par fusion du CDP avec le Centre démocrate de Jean Lecanuet.
Lors des élections législatives de 1973, il est réélu député CDP de la première circonscription des Hautes-Alpes. Au cours de la Ve législature (1973-1978), il est vice-président du groupe « Union centriste », jusqu'en juillet 1974, puis du groupe des « Réformateurs, centristes et démocrates sociaux » jusqu'à son entrée au gouvernement en avril 1977. D'octobre 1974 à avril 1976, il est vice-président de la Commission des Affaires culturelles, familiales et sociales. En tant que président du Comité des usagers de l'Éducation, il est chargé d'une mission temporaire auprès du ministre de l'Éducation de décembre 1974 à juin 1975.
C'est également en 1973 qu'il fait son entrée au conseil général des Hautes-Alpes en étant élu dans le canton de Gap-Centre. À la suite des élections cantonales de 1976, il deviendra le 1er vice-président [réf. nécessaire] de l'assemblée départementale présidée par Émile Didier (MRG).
En mai 1976, il participe à la création du Centre des démocrates sociaux. Il en sera secrétaire général adjoint jusqu'en novembre 1977, puis il sera nommé, à l'âge de 33 ans, vice-président des Jeunes Démocrates Sociaux, le mouvement de jeunesse du CDS.
Le 29 mars 1977, il fait son entrée dans le gouvernement Raymond Barre (2) comme secrétaire d'État chargé du budget. Il abandonne alors son mandat de député à son suppléant, René Serres. Il restera au gouvernement jusqu'aux législatives de 1978.
Lors des élections législatives de 1978, il est réélu député de la première circonscription des Hautes-Alpes, cette fois sous l'étiquette de la toute nouvelle Union pour la démocratie française. Au cours de la VIe législature (1978-1981), il est nommé juge suppléant à la Haute Cour de justice. Il participe également, comme membre de la délégation française, à la 10e session extraordinaire de l'Assemblée générale des Nations unies consacrée au désarmement qui se déroule du 23 mai au 30 juin 1978. Il est ensuite nommé président de la commission d'études de l'UDF sur les problèmes de la défense.
Le 11 septembre 1978, il fait son retour au gouvernement en tant que secrétaire d'État chargé des Affaires européennes auprès du ministre des Affaires étrangères, un poste qui n'existait plus depuis le début de la Ve République ; il y restera jusqu'à la démission de Raymond Barre à la suite de l'élection de François Mitterrand en 1981. Il laisse de nouveau son siège à son suppléant René Serres qui siègera ainsi dans l'Hémicycle pendant la quasi-totalité de la législature. Lors des élections législatives de 1981, il est battu par le maire socialiste de Veynes, Daniel Chevallier.

### Années 1980
Après l'avoir quitté en 1979, il fait son retour au conseil général des Hautes-Alpes à l'occasion des élections cantonales de 1982, en étant cette fois élu dans le canton de Gap-Nord-Est. Il redevient le 1er vice-président de l'assemblée départementale, cette fois aux côtés du nouveau président UDF Marcel Lesbros. Il retrouvera ce mandat à la suite de sa réélection lors des cantonales de 1988.
En parallèle, il prend de plus en plus de responsabilités au sein de son parti politique. En octobre 1983, il est élu président du CDS pour la région Provence-Alpes-Côte d'Azur, puis il devient président de l'UDF dans les Hautes-Alpes en octobre 1984 (il le reste jusqu'en décembre 1999) et vice-président national du CDS en novembre de la même année, un poste qu'il occupera jusqu'en 1988.
Privé de mandat national, il est élu député européen lors des élections de 1984 sur la liste d'union UDF/RPR conduite par Simone Veil
. Au cours de cette 2e législature, il siège au sein du Parti populaire européen et présente un rapport sur « La sécurité de l'Europe occidentale ».
À la faveur de la proportionnelle par département organisée lors des élections législatives de 1986, il redevient député UDF des Hautes-Alpes, ce qui l'amène à démissionner de son mandat de député européen. Au cours de la VIIIe législature (1986-1988), il est membre de la commission de la Défense nationale et des Forces armées. À nouveau battu par Daniel Chevallier lors des élections législatives de 1988, il renonce ensuite à briguer un mandat de député.
En 1989, il remporte deux succès électoraux notables. Tout d'abord en mars, lors des élections municipales, il est élu maire de Gap après avoir été pendant 18 ans le premier adjoint de Bernard Givaudan. Il sera réélu à ce mandat à la suite des élections municipales de 1995 et de 2001.
Ensuite, en juin, il retrouve son siège de député européen lors des élections de 1989 sur la liste UDF dissidente conduite par Simone Veil. En raison de la loi sur le cumul des mandats, il est amené à démissionner de son mandat au conseil général des Hautes-Alpes à la suite de cette élection. Au cours de la 3e législature européenne, il retrouve les rangs du Parti populaire européen, dont il devient membre du bureau politique et président de la délégation française. Il est également membre de la Commission des Affaires étrangères et de la Sécurité et de la Sous-Commission de la Sécurité et du Désarmement. Il participe de plus à de nombreuses délégations, notamment la délégation interparlementaire pour les relations Europe-Chine et la délégation à la Commission Parlementaire mixte CE-Malte .

### Années 1990
Même s'il se consacre désormais avant tout à ses mandats de maire et de député européen, il continue à prendre des responsabilités au sein de l'UDF dont il devient membre du bureau national et secrétaire général adjoint en juin 1993.
Il est élu député européen pour la troisième fois lors des élections de 1994 en figurant sur la liste d'union UDF/RPR menée par Dominique Baudis. Au cours de la 4e législature, il retrouve les rangs du Parti populaire européen, dont il est à nouveau président de la délégation française. Il est également membre de la Commission des Affaires étrangères, de la Sécurité et de la Politique de Défense. Dans la continuité de son travail au cours de la précédente législature, il continue à participer à la délégation interparlementaire pour les relations Europe-Chine, dont il devient vice-président à partir de janvier 1997. En juin 1997, il est nommé rapporteur sur l'élargissement de l'Union européenne à la Roumanie et, en 1998, rapporteur sur les relations de l'Union européenne avec la Chine.
En 1999, il décide de ne pas se représenter pas aux élections européennes, en juin, et de ne pas solliciter à nouveau la présidence départementale de l'UDF, en décembre.

### Années 2000
Il fait son entrée au conseil régional de Provence-Alpes-Côte d'Azur en 2002 à la suite de la démission d'un conseiller régional élu député. Lors des élections régionales de 2004 où il se présente avec l'étiquette UMP, sa liste d'union UMP-UDF est battue par la liste d'union de la gauche conduite par Joël Giraud, mais garde son siège, étant tête de liste. Bien que siégeant dans l'opposition régionale, il est membre de la Commission permanente.
Le 26 janvier 2007, à la suite du décès du sénateur des Hautes-Alpes, Marcel Lesbros, il fait son entrée au Sénat. Il siège au sein du groupe Union pour un mouvement populaire et il est membre de la commission des affaires sociales et de la délégation pour l'Union européenne. En raison de la loi sur le cumul des mandats, il démissionne du conseil municipal de Gap, après 36 ans de présence continue, et cesse donc d'être maire après 18 ans de mandat. Il est remplacé comme premier magistrat par son ancien premier adjoint, Roger Didier (PRG investi par l'UMP aux élections municipales de 2008,), fils de l'ancien député-maire Émile Didier. Il conserve cependant son mandat de conseiller régional.
Il est réélu sénateur lors des élections sénatoriales de 2008.
Pierre Bernard-Reymond annonce le 19 septembre 2011 son départ de l'UMP et son intention de siéger sur les bancs de la Réunion administrative des sénateurs ne figurant sur la liste d'aucun groupe au Sénat. Il entend ainsi dénoncer « le manque de concertation » sur le dossier du « chaînon manquant » de l'autoroute A51 entre Grenoble et Gap, un prolongement autoroutier de 92 km actuellement au point mort. Il a aussi indiqué ne pas être en phase avec « les signaux qui sont envoyés au Front national, en particulier par le ministre de l'Intérieur », Claude Guéant.
Le 3 octobre 2013, Pierre Bernard-Reymond, dans une question écrite au ministre de l'intérieur Manuel Valls, soulève l'idée d'une interdiction de l'usage du téléphone portable aux piétons lorsqu'ils empruntent des voies ouvertes à la circulation automobile ou lorsqu'ils utilisent des passages protégés pour les traverser.
Pierre Bernard-Reymond annonce le 16 janvier 2014, date de son anniversaire, qu'il ne sera pas candidat à sa succession aux élections sénatoriales de 2014.
Lors des Élections Européennes de 2019, Pierre Bernard-Reymond soutient officiellement la liste "Renaissance" de La République En Marche (LREM) en participant notatament à un meeting à Gap en présence des Députés Haut-alpins Pascale Boyer et Joël Giraud, ainsi que de deux colistiers de la liste menée par Nathalie Loiseau.

## Parcours politique

### Mandats électifs
À l'Assemblée nationale
- 05/12/1971 - 01/04/1973 : député de la 1re circonscription des Hautes-Alpes ;
- 11/03/1973 - 01/05/1977 : député de la 1re circonscription des Hautes-Alpes ;
- 19/03/1978 - 11/09/1978 : député de la 1re circonscription des Hautes-Alpes ;
- 16/03/1986 - 14/05/1988 : député des Hautes-Alpes (scrutin de liste proportionnel à un tour).

Au Sénat
- 26/01/2007 - 30/09/2014 : sénateur des Hautes-Alpes
- 01/10/2011 - 30/09/2014 : membre de la commission des affaires européennes et membre de commission des affaires étrangères, de la défense et des forces armées

Au Parlement européen
- 24/07/1984 - 05/12/1986 : député européen ;
- 25/07/1989 - 18/07/1994 : député européen ;
- 19/07/1994 - 19/07/1999 : député européen.

Au conseil régional
- xx/xx/2002 - 28/03/2004 : membre du conseil régional de Provence-Alpes-Côte d'Azur ;
- 29/03/2004 - 14/03/2010 : membre du conseil régional de Provence-Alpes-Côte d'Azur.

Au conseil général
- 30/09/1973 - 15/03/1976 : membre du conseil général des Hautes-Alpes (canton de Gap-Centre) ;
- 16/03/1976 - 25/03/1979 : vice-président du conseil général des Hautes-Alpes ;
- 22/03/1982 - 02/10/1988 : vice-président du conseil général des Hautes-Alpes (conseiller général dans le canton de Gap-Nord-Est) ;
- 02/10/1988 - 16/06/1989 : vice-président du conseil général des Hautes-Alpes.

À la mairie
- 21/03/1971 - 20/03/1977 : premier adjoint au maire de Gap (Hautes-Alpes) ;
- 21/03/1977 - 13/03/1983 : premier adjoint au maire de Gap ;
- 14/03/1983 - 19/03/1989 : premier adjoint au maire de Gap ;
- 20/03/1989 - 18/06/1995 : maire de Gap ;
- 19/06/1995 - 18/03/2001 : maire de Gap ;
- 19/03/2001 - 19/02/2007 : maire de Gap.

### Fonctions gouvernementales
Secrétaire d’État
- 29/03/1977 - 31/03/1978 : secrétaire d'État auprès du ministre délégué à l'Économie et aux Finances, chargé du budget dans le gouvernement Raymond Barre (2)
- 11/09/1978 - 22/05/1981 : secrétaire d'État auprès du ministre des Affaires étrangères, chargé des Affaires européennes dans le gouvernement Raymond Barre (3)

## Décorations
- Chevalier de la Légion d'honneur[Quand ?]
- Grand-croix de l'ordre de Mérite du grand-duché de Luxembourg
- Grand officier de l'ordre du Mérite (Allemagne)
- Commandeur de l'ordre du Dannebrog
- Grand Insigne d'honneur en or pour services rendus à la République d'Autriche
- Grand officier de l'ordre d'honneur de Grèce